# ローソン・タマ・スタジアム
ローソン・タマ・スタジアム（Lawson Tama Stadium）はソロモン諸島のホニアラにある多目的スタジアム。主にサッカーの試合に用いられている。

## 概要
このスタジアムは丘の斜面に建設されているため、公式な収容人数は存在しないもののスタジアム周辺の芝生には2万人程度の収容能力がある。1981年7月には第一回パシフィックミニゲームズの会場に、2012年のOFCネイションズカップではメイン会場となった。

## 歴史
英領ソロモン諸島アマチュアスポーツ連盟が1961年8月に設立されると、政府は病院の近くの土地を割り当てた。ここに出来たグラウンドは当初、タウン・スポーツ・グラウンドと呼ばれており、1964年始めに建設準備が終了した。1965年にはパビリオンなどの設備を建設した。
ホニアラの町が発展するにつれて、このグラウンドは次第に中心部となっていった。その後改名が提案され、「ホスピタル・グラウンド」がその候補であったが、結局設立に大きく寄与したエリック・ローソンの名にちなんで、ローソン・タマ・スタジアムと名付けられた。